# Cabo de Gata

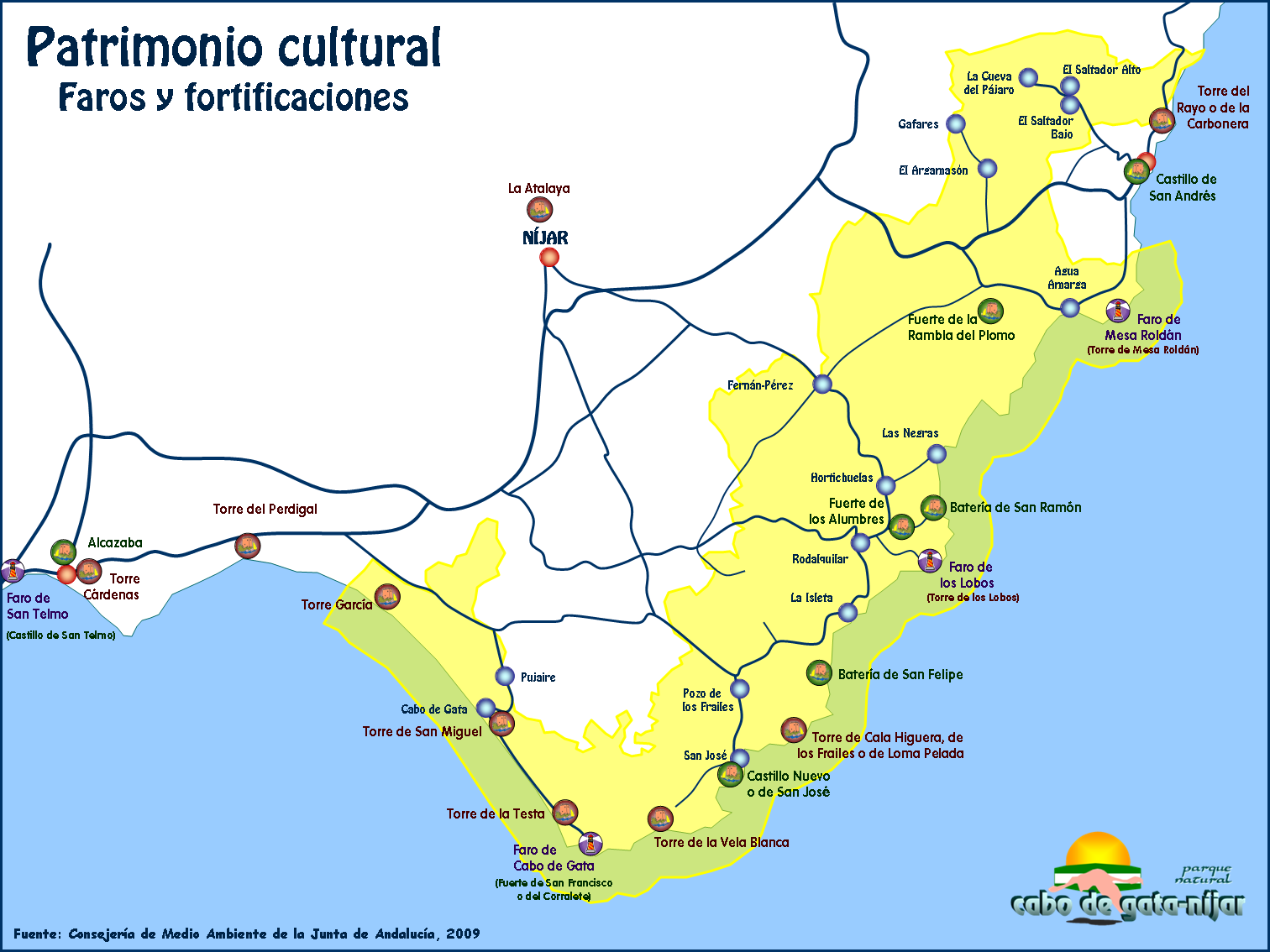
Übersicht

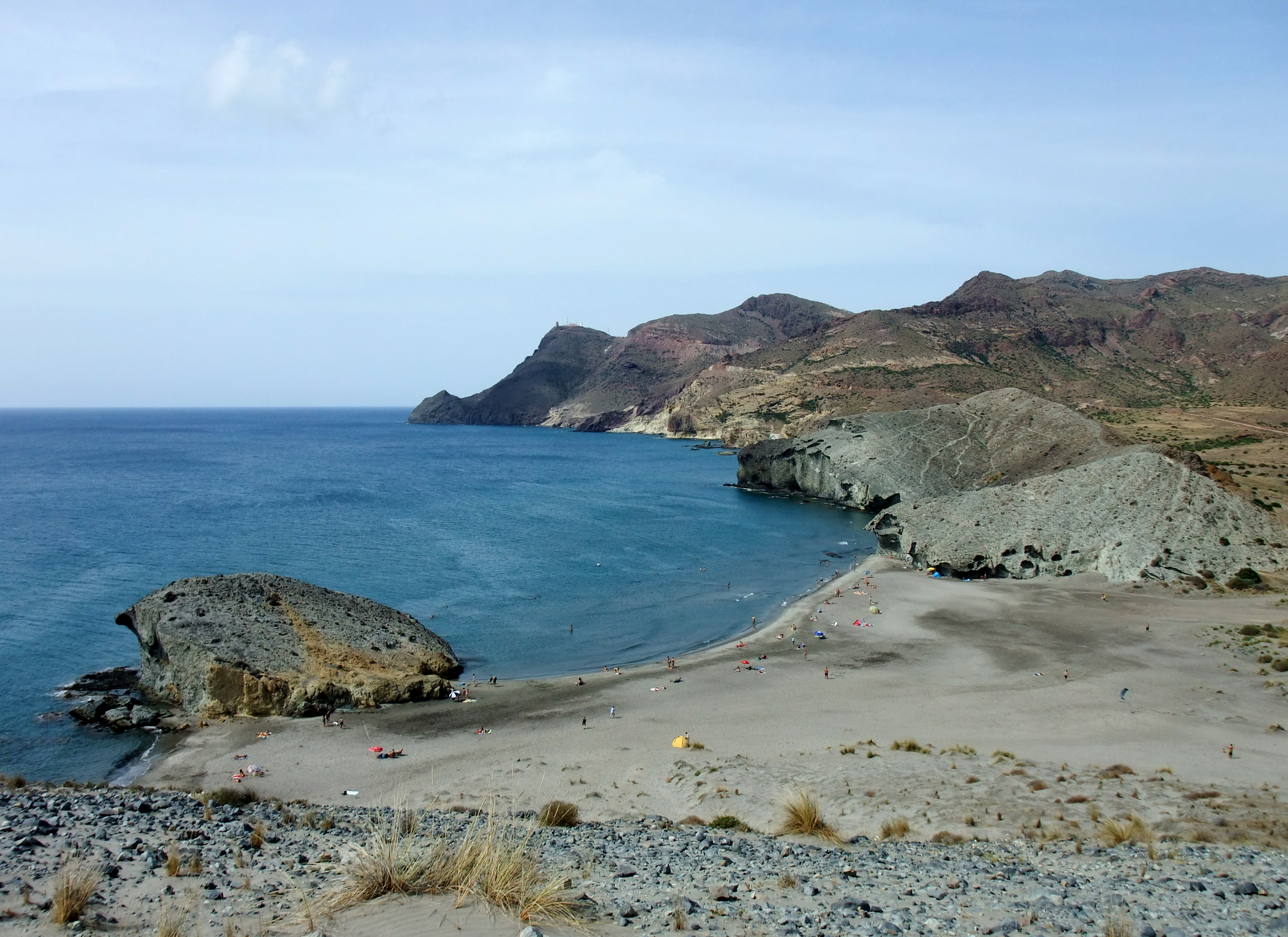
Bucht von Mónsul im Naturpark Cabo de Gata

Cabo de Gata ist ein in der Provinz Almería im Südosten Spaniens gelegener ca. 33.663 ha großer Landstrich, der als Naturpark ausgewiesen ist. Der Parque Natural de Cabo de Gata-Níjar beginnt unmittelbar nach dem Retortenort (urbanización) Retamar einige Kilometer östlich des Flughafens von Almería, zieht sich über das eigentliche Cabo de Gata hinweg und endet kurz vor dem Hafen von Carboneras.

## Etymologie
Auf der arabischen Seekarte der Biblioteca Ambrosiana  ist das Cabo de Gata als (arabisch طرف القبطة, DMG Tarf al-Qabṭah) und in der Beschreibung der spanischen Küste bei al-Idrīsī als (arabisch طرف قابطة, DMG Tarf al-Qābṭah) bezeichnet. Qābṭah oder Qabṭah kann auf ein lateinisches capita ('Kap', Akkusativ Plural von caput) zurückgeführt werden. Als dann das Gebiet spanischsprachig wurde, wurde aus dem Kap (Cabo, von caput) Qābṭah/Qabṭah, vielleicht unter pseudoetymologischem Einfluss, weil gato/gata 'Kater/Katze' bedeutet, das Cabo de Gata; etymologisch gesehen ist das Cabo de Gata also das „Kap-Kap“ oder „Kap vom Kap“.

## Lage

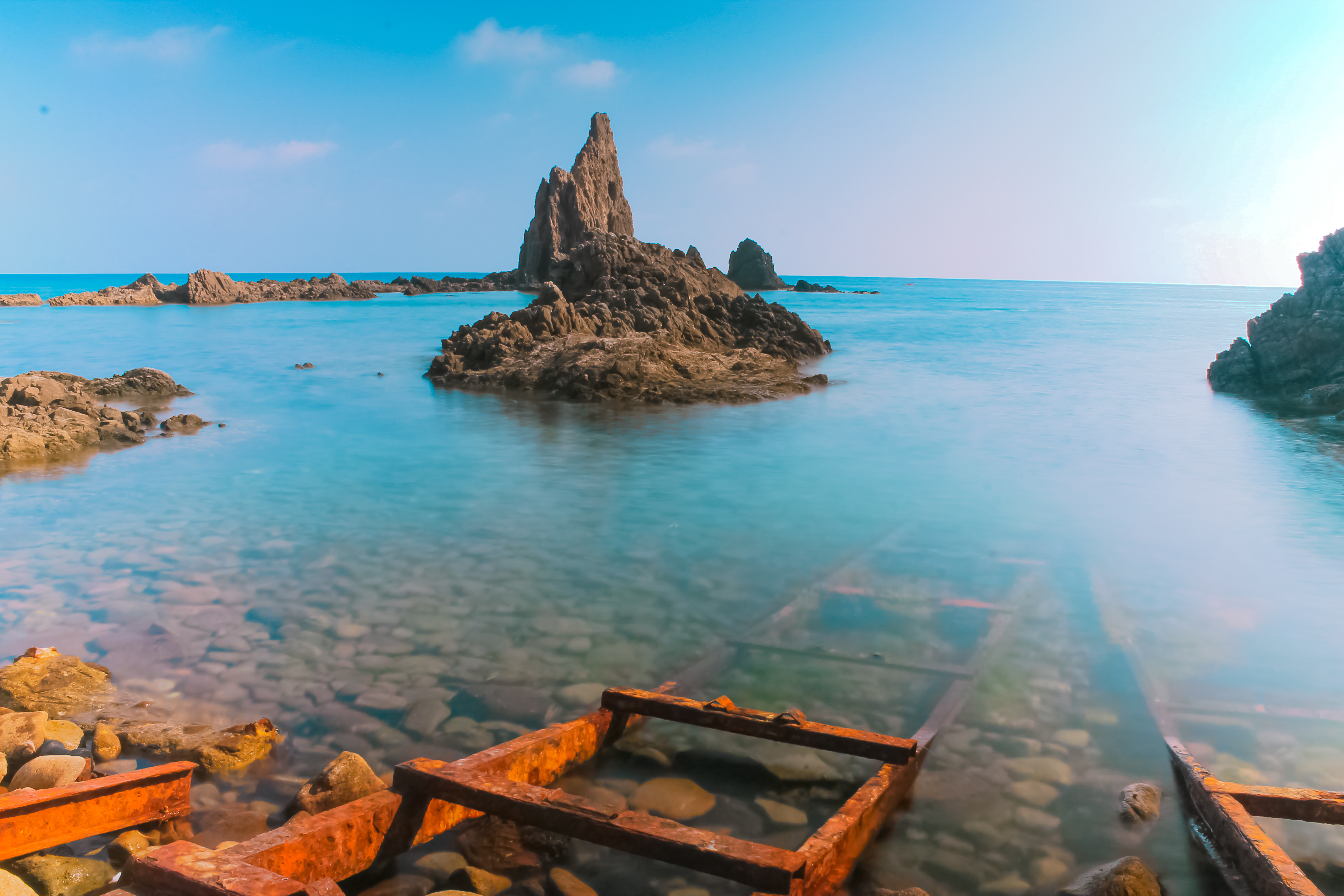
Las Sirenas

Die Küste des Cabo de Gata ist zerklüftet und wird im Hinterland von Bergen begrenzt (Sierra del Cabo de Gata, Sierra de la Higuera). Der geologische Ursprung liegt in einer starken vulkanischen Aktivität im Tertiär, als sich die Betische Kordillere auffaltete. Jedoch sind sämtliche Vulkane schon seit Jahrmillionen erloschen, während die Region weiter von Erdbeben betroffen ist. Durch die vulkanische Aktivität sind zahlreiche Minerale, wie Achat, Alkalifeldspat, Gold, Jaspis und Kupferkies an die Oberfläche gekommen. Die höchste Erhebung ist der Pico de los Frailes mit 493 Metern, ein erloschener Vulkan. Die Sierra del Cabo de Gata ist durchzogen von Trockentälern (ramblas) und tiefen Schluchten (barrancos). An den Stränden zwischen der Ortschaft San José und den beiden namensgebenden Kaps erkennt man gut die ins Meer geflossenen Lavaströme. Im Naturpark finden sich schöne Sandstrände, die häufig nur zu Fuß erreicht werden können, beispielsweise die Playa de los Muertos am nördlichen Ende.
Im westlichen Teil des Naturparks am Golf von Almería hatten bereits die Römer „Salzfabriken“ angelegt, von denen heute noch Reste zu sehen sind. Die heutigen Salinen liegen weiter südlich und bieten einer artenreichen Vogelwelt ideale Bedingungen.

## Vegetation
Da die Vegetation wegen des für europäische Verhältnisse sehr warmen und trockenen Klimas (2900 Sonnenstunden pro Jahr) einzigartig ist, besitzt die Gegend den Status eines Biosphärenreservats. Die Halbwüstenflora des Cabo de Gata erinnert stark an die Pflanzengesellschaften der Sahara-Randzone. Zu den charakteristischen Pflanzen gehört die (neben der Kretischen Dattelpalme) einzige in Europa heimische Palmenart, die Zwergpalme (Chamaerops humilis), die kaum einen halben Meter Höhe erreicht.

## Landwirtschaft
Bis in die 1970er-Jahre war diese Region eine der ärmsten Spaniens. Das Sammeln und Verarbeiten der extrem faserhaltigen, flexiblen und reißfesten Espartogräser war eine wichtige Einkommensquelle der Dörfer. Zwei Grasarten werden unterschieden: das Espartogras (Lygeum spartum) und das Halfagras (Stipa tenacissima).

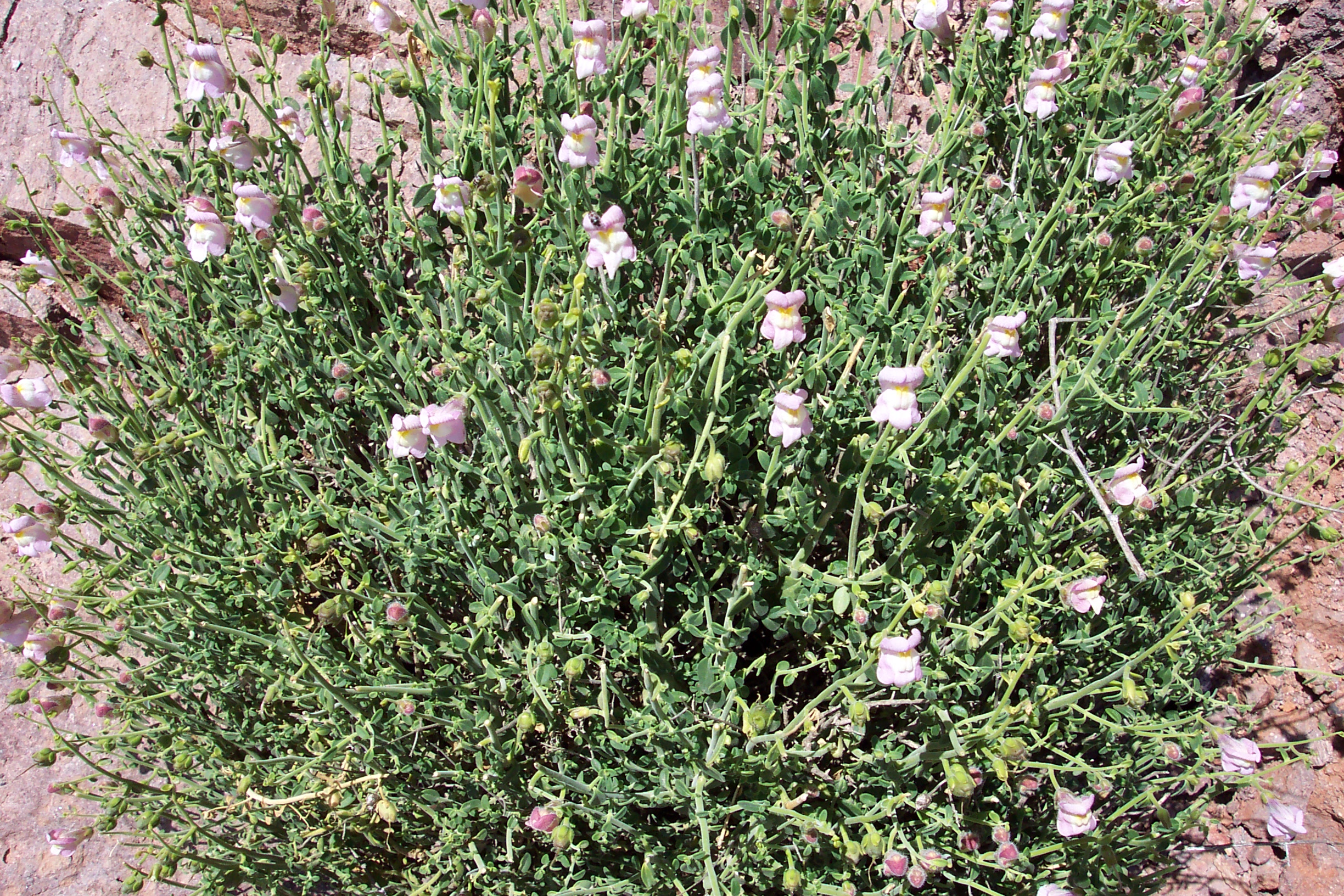
Cabo-de-Gata-Löwenmäulchen
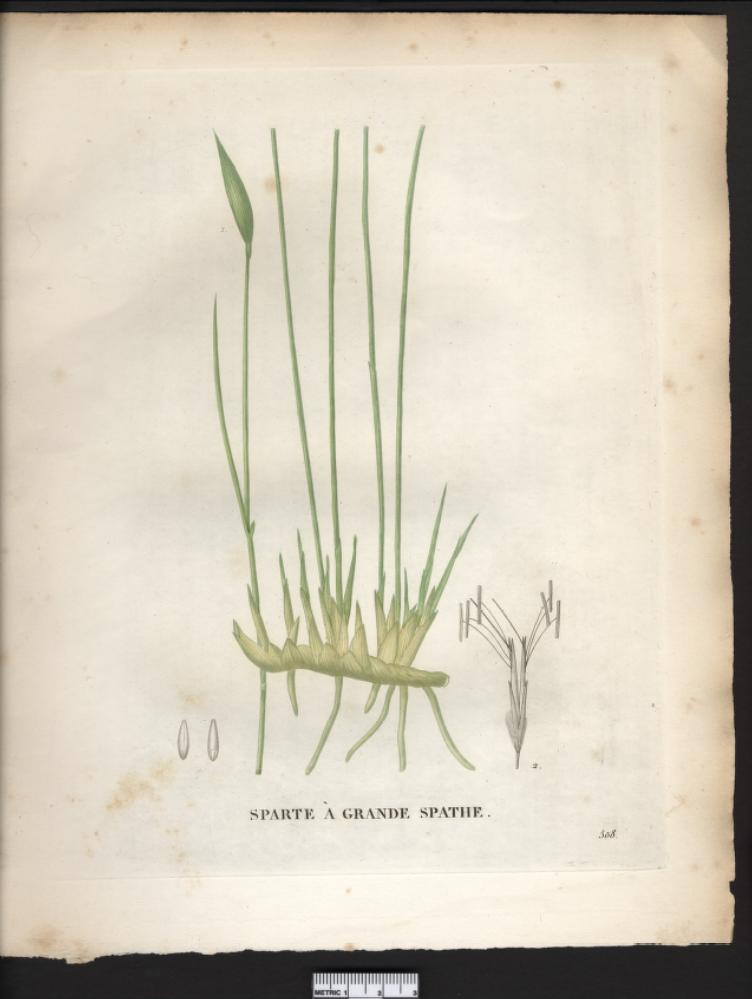
Espartogras
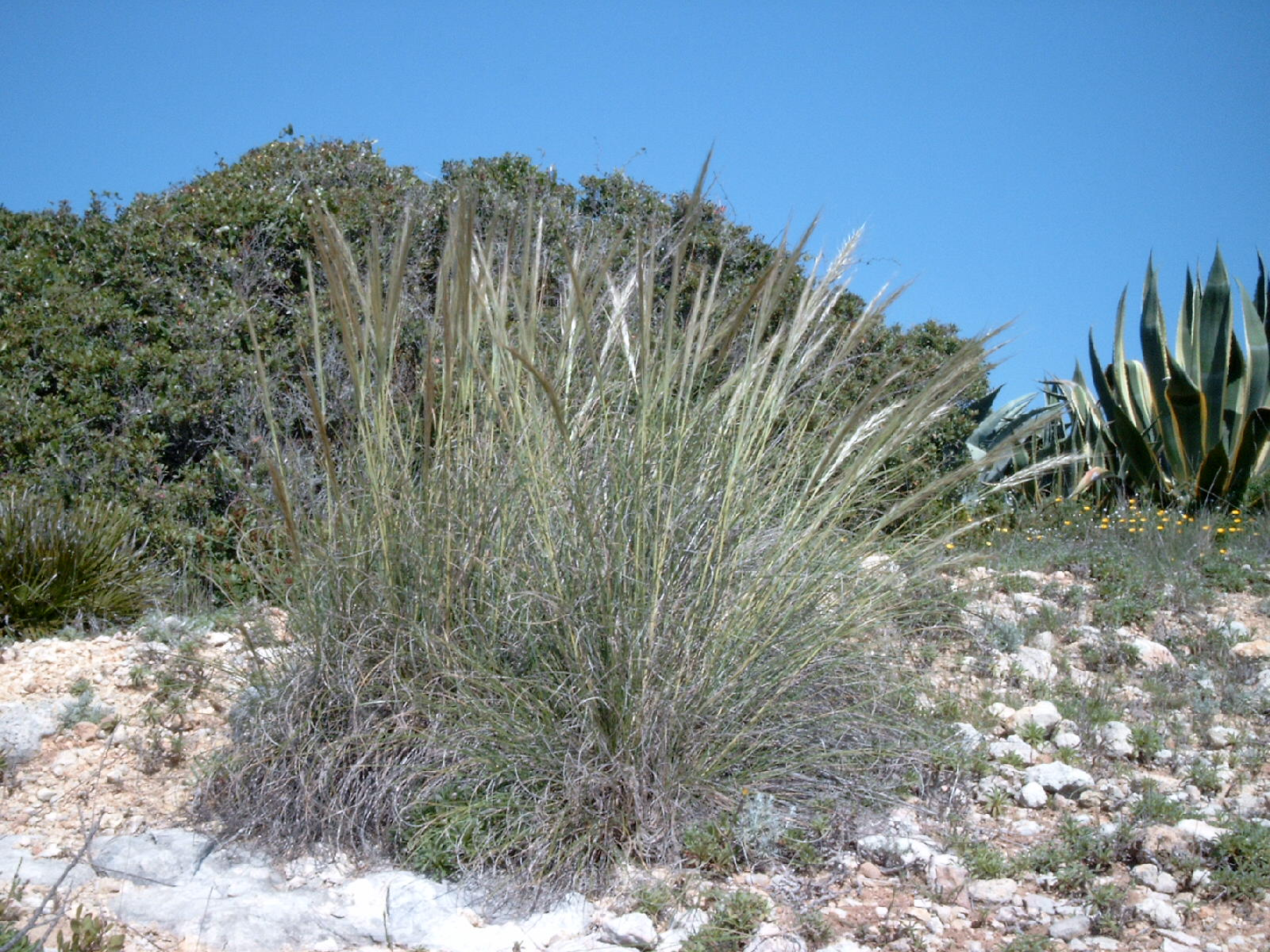
Halfagras

Heute werden die Grasprodukte nur noch für Touristen hergestellt.
In der Ebene wird verstärkt Obst- und Gemüseanbau betrieben. Die Ansiedlung von traditionellen Landwirtschaftsbetrieben, insbesondere solcher mit ökologischer Ausrichtung, ist gewünscht, wenngleich direkt am Rand des Naturparks weite Flächen mit Tomatenplantagen bedeckt sind, dem sogenannten Mar del Plástico (Plastikmeer), gelegentlich unter Missachtung der Grenzen zum Naturpark.

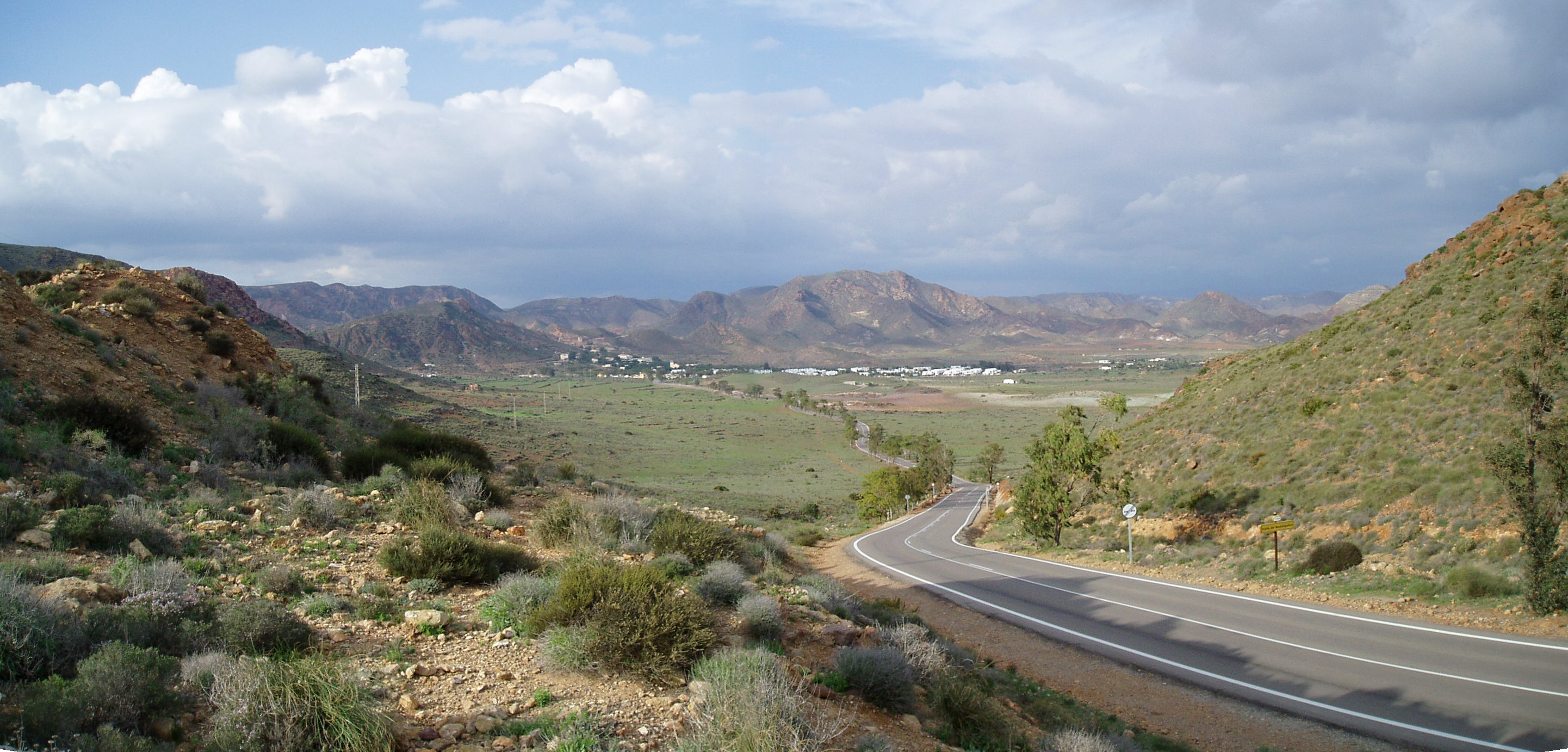
Ehem. Goldabbaudorf Rodalquilar 29. Oktober 2008

## Niederschläge
In Cabo de Gata herrscht ein subtropisches Wüstenklima (Effektive Klimaklassifikation nach Köppen: BWh) und ist der trockenste Ort in Spanien und in Europa. Bei Niederschlägen von durchschnittlich nur 130 bis 180 mm, die zudem noch an nur 25 Tagen im Jahr fallen, können nur sehr gut angepasste Pflanzenarten überleben.

## Verwendung in der Kunst
Cabo de Gata liegt nahe der Wüste von Tabernas, die in einigen Filmen als Nebenschauplatz verwendet wurde, so unter anderem bei (T)Raumschiff Surprise und die Ruine der „Planta Denver“-Goldmine und -Hütte bei Rodalquilar, die Bucht von Mónsul sowie einige Wüstenaufnahmen für Indiana Jones und der letzte Kreuzzug und Lawrence von Arabien.
- 2007 veröffentlichte die deutsche Electro-Band Nova-Spes auf ihrem Album Opposite Lane das Instrumental „Cabo de Gata“, welches eine Reise durch den Naturpark beschreibt.
- 2013 veröffentlichte der deutsche Autor Eugen Ruge seinen Roman Cabo de Gata, Rowohlt Verlag, Reinbek bei Hamburg, ISBN 978-3-498-05795-4.